# Kanton Combeaufontaine
Der Kanton Combeaufontaine war bis 2015 ein französischer Wahlkreis im Arrondissement Vesoul, im Département Haute-Saône und in der früheren Region Franche-Comté. Sein Hauptort war Combeaufontaine. 

## Gemeinden
Der Kanton umfasste 16 Gemeinden:
| Gemeinde             | Einwohner | Code postal | Code Insee |
| -------------------- | --------- | ----------- | ---------- |
| Aboncourt-Gesincourt | 204       | 70500       | 70002      |
| Arbecey              | 234       | 70120       | 70025      |
| Augicourt            | 142       | 70500       | 70035      |
| Bougey               | 91        | 70500       | 70078      |
| Chargey-lès-Port     | 219       | 70170       | 70133      |
| Combeaufontaine      | 496       | 70120       | 70165      |
| Cornot               | 159       | 70120       | 70175      |
| Fouchécourt          | 110       | 70160       | 70244      |
| Gevigney-et-Mercey   | 457       | 70500       | 70267      |
| Gourgeon             | 182       | 70120       | 70272      |
| Lambrey              | 88        | 70500       | 70293      |
| Melin                | 80        | 70120       | 70337      |
| La Neuvelle-lès-Scey | 125       | 70360       | 70386      |
| Oigney               | 50        | 70120       | 70392      |
| Purgerot             | 359       | 70160       | 70427      |
| Semmadon             | 94        | 70120       | 70486      |

## Bevölkerungsentwicklung
| 1962 | 1968 | 1975 | 1982 | 1990 | 1999 |
| ---- | ---- | ---- | ---- | ---- | ---- |
| 3285 | 3566 | 3127 | 3033 | 3021 | 3090 |